# Айсун Алієва
Айсун Алієва (азерб. Aysun Əliyeva; нар. 19 липня 1997, Баку, Азербайджан) — азербайджанська футболістка, півзахисниця турецького клубу «Чайкур Різеспор» та національної збірної Азербайджану.

## Клубна кар'єра
Займалася футболом із восьми років. На батьківщині виступала за клуби БТІ, «Тяхсіл», «Нефтчі», «Угур» та інші. У 2019 році у складі «Угура» стала володаркою Кубку Азербайджану та найкращою футболісткою турніру.
Восени 2016 року вперше перейшла до закордонного клубу — турецького «1207 Антальяспор». 14 грудня 2016 року нігерійська гравчині «Кіречбурнуспора», Іджома Куінт Деніелс, отримала травму в домашньому матчі проти «Анталіяспора 1207». Оскільки вона не змогла повернутися на лаву запасних, Алієва взяла її на спину й віднесла в болі гравчиню команди-суперниці на лаву запасних, незважаючи на те, що нігерійка була важчою за Айсун. Пізніше грала у Туреччині за клуби «Ількадим Беледієспор», «Фатіх Ватан Спор», «Фомгет Генчлік ве Спор», «Чайкур Різеспор».
У другій половині 2019 року грала за клуб чемпіонату Казахстану «Окжетепес». Срібна призерка чемпіонату Казахстану 2019 року. Влітку 2021 року перейшла до складу дебютанта найвищого дивізіону Росії «Рубін» (Казань), але зіграла лише два матчі й вже у листопаді покинула клуб.

## Кар'єра в збірній
Виступала за юніорські та молодіжні збірні Азербайджану. Учасниця фінального турніру чемпіонату світу серед 17-річних 2012 року, що відбувся в Азербайджані. Виступала за жіночу молодіжну збірну Росії (WU-21). З 2017 року викликається до національної збірної Азербайджану, у 2019 році зіграла перші матчі в офіційних турнірах. Станом на 2021 рік була капітаном збірної. Виступала за жіночу збірну в усіх чотирьох матчах кваліфікаційної групи D чемпіонату Європи 2021.

### Забиті м'ячі
| №  | Дата           | Місце                          | Суперник | Рахунок | Результат | Змагання                            |
| -- | -------------- | ------------------------------ | -------- | ------- | --------- | ----------------------------------- |
| 1. | 23 лютого 2021 | «АСК Арена», Баку, Азербайджан | Молдова  | 1–0     | 1–0       | кваліфікація чемпіонату Європи 2022 |

## Клубна кар'єра
Станом на 6 лютого 2022
| Клуб                    | Сезон   | Ліга                 | Ліга  | Ліга | Континентальні | Континентальні | Національна | Національна | Загалом | Загалом |
| Клуб                    | Сезон   | Дивізіон             | Матчі | Голи | Матчі          | Голи           | Матчі       | Голи        | Матчі   | Голи    |
| ----------------------- | ------- | -------------------- | ----- | ---- | -------------- | -------------- | ----------- | ----------- | ------- | ------- |
| «Антальяспор 1207»      | 2016–17 | Перша ліга Туреччини | 8     | 0    | –              | –              |             |             | 8       | 0       |
| «Антальяспор 1207»      | Загалом | Загалом              | 8     | 0    | –              | –              |             |             | 8       | 0       |
| →«Ількадим Беледієспор» | 2016-17 | Перша ліга Туреччини | 12    | 1    | –              | –              |             |             | 12      | 1       |
| →«Ількадим Беледієспор» | Загалом | Загалом              | 12    | 1    | –              | –              |             |             | 12      | 1       |
| «Фатіх Ватан Спор»      | 2019-20 | Перша ліга Туреччини | 11    | 2    | –              | –              | 4           | 0           | 15      | 2       |
| «Фатіх Ватан Спор»      | Загалом | Загалом              | 11    | 2    | –              | –              | 4           | 0           | 15      | 2       |
| «Фомгет ГС»             | 2020-21 | Перша ліга Туреччини | 6     | 0    | –              | –              |             |             | 6       | 0       |
| «Фомгет ГС»             | Загалом | Загалом              | 6     | 0    | –              | –              |             |             | 6       | 0       |
| «Чайкур Різеспор»       | 2021-22 | Суперліга Туреччини  | 7     | 2    | –              | –              |             |             | 7       | 2       |
| «Чайкур Різеспор»       | Загалом | Загалом              | 7     | 2    | –              | –              |             |             | 7       | 2       |